# 孔继檊
孔继檊，一作继澣，字阴泗，号云谷，一作樗谷，自署铁骨道人，山东曲阜人，清朝政治人物。
孔继檊曾于嘉慶十五年（1810年）接替唐仲冕任松江府知府一职，嘉慶十七年（1812年）由周有声接任。